# Літературна нагорода «Ніке»
Літературна нагорода «Ніка» (пол. Nagroda Literacka «Nike») — престижна польська літературна премія, заснована 1997 року. Надається за найзначнішу польську книгу року. Її метою є популяризація польської сучасної літератури, з особливим акцентом на романах. До розгляду приймаються твори всіх літературних жанрів. Журі з дев'яти членів пропонує в травні 20 книжок до розгляду, сім з них виходять у фінал у вересні. Премія надається в жовтні. Розмір нагороди 100 000 злотих, переможець отримує також статуетку Ніка (проект Казімєжа Земли). Організаторами премії є Газета Виборча (пол. Gazeta Wyborcza) та фірма NICOM Consulting. Фінансується Газетою Виборчою та Фондом Agora. Крім нагороди журі окрема відзнака надається одному з фіналістів вибраному читачами газети Gazeta Wyborcza.

## Принципи присудження премії та її форма
У конкурсі можуть брати участь лише живі автори. Виграш не може бути розділений або відхилений; навчальні або колективні роботи не можуть брати участь у конкурсі. Переможець премії обирається у триетапному конкурсі, який триває з травня по жовтень. Перший етап — це присудження 20 номінацій журі, потім вибір семи фіналістів, і переможець вибирається з цієї групи. Переможця Nike обирає журі на засіданні в день вручення нагороди, в першу неділю жовтня.

## Суперечки
Восени 2014 року соціолог і літературознавець Кінга Дунін, сигналізуючи про потенційний конфлікт інтересів, публічно звинуватила вердикт журі у впливі соціальних стосунків членів з номінованими авторами. Заява Дуніної стала наслідком конфлікту між феміністкою та Ігнацієм Карповичем на моральній та фінансовій основі. Карпович був номінований у 2014 році за роман «Ości», а секретарем премії на той час був його супутник у житті — Юліуш Куркевич. Організатори неодноразово запевняли, що спосіб відбору фіналістів, а потім і володаря премії Nike, є цілком об'єктивним, і що жодні інші передумови, не пов'язані з аналізованим літературним твором, не мають значення для будь-якого рішення. Тим не менше, час від часу лунають скептичні голоси щодо того, як обираються переможці Nike. З іншого боку, подібні думки можна знайти щодо присудження Нобелівської премії з літератури. Часто вони можуть мати своє коріння в критиці конкретного рішення вшанувати певного письменника чи письменницю. 3 жовтня 2014 року Міхал Солтисяк із складу журі премії опублікував заяву, в якій зазначив, що секретар журі не впливає на відбір, зроблений його членами. Гражина Торбицька також прокоментувала це у подібному ключі безпосередньо перед оголошенням переможця під час гала у Варшавській бібліотеці Університету. Зрештою, переможцем премії у 2014 році став Кароль Модзелевський.

## Вибір журі
- 2023 – Зіта Рудзька за роман «Сміється той, у кого є зуби» (Ten się śmieje, kto ma zęby)[9]
- 2022 – Єжі Ярнєвіч за поетичний том Mondo cane[10]
- 2021 – Збіґнєв Рокіта за репортаж Kajś[11]
- 2020 — Радек Рак за роман «Казка про зміїне серце, або друге слово про Якоба Шели»[12]
- 2019 — Маріуш Щигел за збір репортажів Немає
- 2018 — Марчін Віха за збірник есе Речі, які я не викинув[13]
- 2017 — Цезарій Лазаревич за історичний репортаж Щоб не було слідів[14]
- 2016 — Бронка Новицька за том «Нагодуй камінь»
- 2015 — Ольга Токарчук за роман «Книги Якова»
- 2014 — Кароль Модзелевський за автобіографію Zajeździmy kobyłę historii. Wyznania poobijanego jeźdźca
- 2013 — Йоанна Батор за роман Ciemno, prawie noc
- 2012 — Марек Бєнчик за збірку есеїв Książka twarzy
- 2011 — Мар'ян Пілот за роман Pióropusz
- 2010 — Тадеуш Слободзянек за п'єсу Nasza klasa
- 2009 — Евґеніуш Ткачишин-Дицький за книгу поезій Piosenka o zależnościach i uzależnieniach
- 2008 — Ольга Токарчук за роман Бігуни (Bieguni)
- 2007 — Веслав Мисливський за роман Traktat o łuskaniu fasoli
- 2006 — Дорота Масловська за роман Paw królowej
- 2005 — Анджей Стасюк за роман Jadąc do Babadag
- 2004 — Войцех Кучок за роман Gnój
- 2003 — Ярослав Марек Римкевич за книгу поезій Zachód słońca w Milanówku
- 2002 — Йоанна Ольчак-Ронікер за роман W ogrodzie pamięci
- 2001 — Єжи Пільх за роман Pod Mocnym Aniołem
- 2000 — Тадеуш Ружевич за книгу поезій Matka odchodzi
- 1999 — Станіслав Баранчак за книгу поезій Chirurgiczna precyzja
- 1998 — Чеслав Мілош за зібрку Piesek przydrożny
- 1997 — Веслав Мисливський за роман Widnokrąg

## Вибір читачів
- 2023 – Gdynia obiecana. Miasto, modernizm, modernizacja 1920-1939 Grzegorza Piątka[15]
- 2022 – Oni. Homoseksualiści w czasie II wojny światowej[16] Joanny Ostrowskiej[17]
- 2021 – Kajś Збіґнєва Рокіти[11]
- 2020 — 27 смерть Тобі Обеда Джоанна Гірак-Оношко[18]
- 2019 — Немає Маріуша Щигела
- 2018 — Речі, які я не викинув Марчіна Віхі
- 2017 — Дванадцять сорок за хвіст Станіслава Любенського
- 2016 — 1945. Війна і мир Магдалини Гжебалковської
- 2015 — Книги Якова Ольги Токарчук
- 2014 — Ігнацій Карпович, Кістки (Ości)
- 2013 — Щепан Твардох, Morfina
- 2012 — Анджей Франашек, Miłosz: biografia
- 2011 — Славомир Мрожек, Dziennik 1962—1969
- 2010 — Магдалена Гроховська, Jerzy Giedroyc. Do Polski ze snu
- 2009 — Кшиштоф Варґа, Gulasz z turula
- 2008 — Ольга Токарчук, Бігуни (Bieguni)
- 2007 — Маріуш Щиґел, Gottland
- 2006 — Віслава Шимборська, Двокрапка (Dwukropek)
- 2005 — Ришард Капусцінський, Podróże z Herodotem
- 2004 — Войцех Кучок, Gnój
- 2003 — Дорота Масловська, Wojna polsko-ruska pod flagą biało-czerwoną
- 2002 — Ольга Токарчук, Gra na wielu bębenkach
- 2001 — Єжи Пільх, Pod Mocnym Aniołem
- 2000 — Тадеуш Ружевич, Matka odchodzi
- 1999 — Ольга Токарчук, Dom dzienny, dom nocny
- 1998 — Зигмунт Кубяк, Mitologia Greków i Rzymian
- 1997 — Ольга Токарчук, Prawiek i inne czasy

## 25-річчя Nike
У 2021 році було організовано двадцять п’яте видання Премії. З цієї нагоди Gazeta Wyborcza підготувала плебісцит, під час якого читачі могли обрати найкращу назву серед нагороджених досі. Переможцем стала збірка репортажів Маріуша Щигеля Немає .

## Фіналісти та номінації
- 2023 — фіналісти [20]
  - Вікторія Бєжунська, Переходячи через поріг, я свисну, вид. Чирок
  - Анна Біконт, Прайс. У пошуках єврейських дітей після війни, Wydawnictwo Czarne
  - Mateusz Górniak, Trash story, Видавництво Ha!art
  - Grzegorz Piątek, Гдиня була обіцяна. Місто, модернізм, модернізація 1920-1939, Wydawnictwo W. І. Б
  - Зіта Рудзька, Хто сміється, має зуби, Wydawnictwo W. І. Б
  - Пьотр Зоммер, багаторічна практика, Воєводська публічна бібліотека та центр культурної анімації в Познані
  - Ілона Вишневська, Migot. З кінця Гренландії, видавництво Czarne
- інші номінанти [21]
  - Анджей Бєньковський, Я тримав змію в руці, ред. Prószyński i S-ka
  - Константі Геберт, Остаточні рішення. Геноциди та їх діяльність, ред. Агора
  - Ольга Гурська, Не всі ми потрапимо в рай, ред. Осколки
  - Сабіна Якубовська, Акушерки, вид. Відношення
  - Ярослав Курський, Переддень предків і Диббукс. Дигресивна історія, ред. Агора
  - Наталія Малек, Hoops, Воєводська публічна бібліотека та центр культурної анімації в Познані
  - Томаш С. Марківка , Нічого не сталося. Історія життя моєї бабусі, видавництво Czarne
  - Олександра Млинарчик-Гемза, Записки божевільної жінки, вид. Знак
  - Анджей Мушинський, Dom ojców, Wydawnictwo Czarne
  - Patryk Pufelski, Small Mammal Pavilion, ed. Характер
  - Катажина Шаулінська, Чорна рука, кисле молоко, ред. Фільтри
  - Віт Шостак, Тріщини, ред. Powergraph
  - Małgorzata Żarów, Чарівні змії спекотними вечорами, Видавництво Czarne
- 2022 — фіналісти [22]
  - Anna Cieplak, Melt Yourself, Wydawnictwo Literackie
  - Артур Домославський, Екзил. 21 сцена з життя Зигмунта Баумана, вид. Велика буква
  - Єжи Ярнєвич, Mondo cane, Biuro Literackie
  - Йоанна Островська, Вони. Гомосексуалісти під час Другої світової війни, політична критика
  - Edward Pasewicz, Pulverkopf, ed. Велика буква
  - Maciej Płaza, Golem, Wydawnictwo W. І. Б
  - Kacper Pobłocki, Хамство, Видавництво Czarne
- інші номінанти [23]
  - Анна Чарковська, Набожності, Wydawnictwo W. І. Б
  - Агнешка Гаєвська, Станіслав Лем. Вигнано з високого замку Wydawnictwo Literackie
  - Magdalena Grzebałkowska, Wojenka. Про дітей, які виросли без попередження, ред. Агора
  - Юстина Куліковська, подар. з Підляшшя, Воєводська Публічна Бібліотека та Центр Культурної Анімації в Познані
  - Kira Pietrek, чеський зошит, Biuro Literackie
  - Бартош Садульскі, Rzeszot, вид. Книжкові атмосфери
  - Анджей Стасюк, Przewóz, Видавництво Czarne
  - Лешек Шаруга, Муха, вид. Convivo
  - Agnieszka Szpila, Heksy, Wydawnictwo W. І. Б
  - Тимон Тиманьський, Sclavus, ред. Частини прямі
  - Марчін Віха, Напрямок екскурсії, ред. Характер
  - Пшемислав Вельгош, Гра в гонки, ред. Характер
  - Александра Зброя, Міречек. Розповідь Пато про мого батька, вид. Агора
- 2021 — фіналісти [24]
  - Kasper Bajon, Fuerte, Czarne Publishing House
  - Кшиштоф Федорович, Загробне життя, ред. Високий Замок
  - Александра Ліпчак, Лайла означає ніч, ред. Характер
  - Гжегож Пьотек, Найкраще місто в світі. Варшава у відбудові 1944–1949, Wydawnictwo W. І. Б
  - Яцек Подсядло, Подвійний маятник, Воєводська публічна бібліотека та Центр культурної анімації в Познані
  - Збігнєв Рокіта, Kajś, Видавництво Czarne
  - Monika Śliwińska, Служниці з "Wesele", Wydawnictwo Literackie
- інші номінанти [25]
  - Waldemar Bawołek, Pomarli, видавництво Czarne
  - Ігор Ярек, Гальний, ред. Ніша
  - Міхал Комар, Переховування, ред. Ніжний варвар
  - Joanna Krakowska, Odmieńcza rewolucja, вид. Характер
  - Єжи Кронгольд, Довгі прогулянки річкою Ольза, Wydawnictwo Literackie
  - Юстина Куліковська, Tab_s, Воєводська публічна бібліотека та центр культурної анімації в Познані
  - Адам Лещинський, Народна історія Польщі, Wydawnictwo W. І. Б
  - Elżbieta Łapczyńska, Бестіарій Нова Гута, Літературний офіс
  - Станіслав Лубєнський, Книга про сміття, вид. Агора
  - Mira Marcinów, Bezmatek, Wydawnictwo Czarne
  - Едвард Пасевич, Мистецтво бути небажаним, Воєводська публічна бібліотека та Центр культурної анімації в Познані
  - Роберт Пучек, Постріл чи трохи, ред. лінія
  - Божена Умінська-Кефф, Вартові Фатуму, Політична критика
- 2020 — фіналісти[26]
  - Яремянка Агнешка Даукша
  - 27 смертей Тобі Обед Джоанна Гірак-Оношко
  - Коли спалахне війна? 1938. Дослідження кризи Пйотр М. Маєвський
  - Казка про серце змії, або друге слово про Якоба Шелу Радек Рак
  - Скрубери Павел Пйотр Решка
  - Порожній ліс Моніка Снайдерман
  - Чорного кота я розтоптав випадково Філіп Завада
- інші номінанти[27]
  - Календар майя Конрад Гура
  - У часи божевілля Магдалина Гроховська
  - Повінь Сальсія Галас
  - Танцівниця і знищення. Історія Полі Ніренської Вероніка Костирко
  - Фелуні Ева Курилук
  - Надзвичайне кохання Ева Ліпська
  - Страмер Миколай Лозінський
  - Зникнення Ізабела Морська
  - Кафка. Життя в космосі без рішень Тадеуш Славек
  - Щоденник Тадеуш Соболевський
  - Срібло риби Кшиштоф Шрода
  - Крик півнів, плач собак Войцех Тохман
  - Невпорядкована речовина Адам Загаєвський
- 2019 — фіналісти[28]
  - Ота Павло. Під поверхнею Олександр Качоровський
  - Примітивні. Національний епос Марцін Колодзейчик
  - Бруд солодший від меду Малгожата Реймер
  - Коротка перестрілка Зита Рудзька
  - Польський турист в СРСР Юліуш Страхота
  - Немає Маріуш Щигел
  - Королівство Щепан Твардох
- інші номінанти[29]
  - Контейнер Марек Бєнчик
  - Граматика Білого Даріуш Чая
  - Гіршфельди. Зрозумійте кров , Уршуля Гленська
  - Перекладач, серед інших, Єжи Ярневич
  - Автопортрет з натюрмортом. Останні вірші Назара Гончара, Анета Камінська
  - Один із щасливчиків Марцін Круль
  - Божі млини. Записки про Церкву та Голокост , Яцек Леоцяк
  - Червоні списки. Франкістські нариси польської літератури , Адам Ліпшиц
  - Мрія Колумба, Еміль Марат
  - Інші люди, Дорота Масловська
  - До того часу Петро Мативецький
  - Вбивчі балади, Марта Подгурник
  - Під прокляттям. Соціальний портрет кельцького погрому, Джоанна Токарська-Бакір

## Найчастіше номіновані (1997—2023)
- 10 разів — Єжи Пільх
- 9 разів — Анджей Стасюк
- 7 разів — Тадеуш Ружевич
- 6 разів — Юлія Хартвіг, Єва Ліпська, Ольга Токарчук
- 5 разів — Яцек Денель, Петро Мативецький, Чеслав Мілош, Яцек Подсядло, Ришард Пшибильський, Ярослав Марек Римкевич, Магдалена Туллі
- 4 рази — Марек Бєнчик, Міхал Іловінський, Генрик Гринберг, Ігнацій Карпович, Уршуля Козьол, Марцін Светлицький, Еугеніуш Ткачишин-Дицький, Кшиштоф Варга, Адам Загаєвський
- 3 рази — Юстина Баргельська, Йоанна Батор, Войцех Бонович, Сільвія Хутник, Влодзимеж Ковалевський (письменник), Збігнев Крюшинський (письменник), Дорота Масловська, Веслав Мислівський, Джоанна Олчак-Ронікієр, Томаш Ружицький (поет), Малгожата Шейнерт, Віслава Шимборська, Адам Відеман, Міхал Вітковський.

## Журі
- 2023 – Інґа Івасюв (|Inga Iwasiów) (голова), Марек Бейлін (Marek Beylin), Чаплінський Перемислав (|Przemysław Czapliński), Justyna Jaworska, Tadeusz Nyczek, Masza Potocka, Krzysztof Siwczyk, Maria Topczewska oraz Maria Zmarz-Koczanowicz[21].
- 2022 – Марек Бейлін, Чаплінський Перемислав (голова), Інґа Івасюв, Iwona Kurz, Tadeusz Nyczek, Magdalena Piekara, Szymon Rudnicki, Maria Topczewska oraz Maria Zmarz-Koczanowicz[30].
- 2021 – Teresa Bogucka, Чаплінський Перемислав, Maryla Hopfinger, Інґа Івасюв (голова), Dariusz Kosiński, Iwona Kurz, Tadeusz Nyczek, Magdalena Piekara, Szymon Rudnicki[25].
- 2020 – Teresa Bogucka, Agata Dowgird, Maryla Hopfinger, Dariusz Kosiński, Iwona Kurz, Anna Nasiłowska, Magdalena Piekara, Порохняк Павло (Paweł Próchniak) (голова), Szymon Rudnicki[31].
- 2019 — Тереза Богуцька, Агата Довгірд, Меріла Хопфінгер, Даріуш Косінський, Анна Насіловська, Антоні Павлак, Павел Полняк, Йоанна Щенсна та Марек Залеський (голова)[32].
- 2018 — Агата Довгірд, Йоанна Краковська, Анна Насіловська, Антоні Павлак, Павел Полняк, Павел Родак, Йоанна Щенсна, Анджей Вернер, Марек Залеський
- 2017 — Томаш Фялковський (голова), Йоанна Краковська, Антоні Павлак, Марія Анна Потоцька, Павел Родак, Йоанна Щенсна, Анджей Вернер, Марек Залеський, Марія Змарж-Кочанович
- 2015 — Петро Братковський, Томаш Фялковський, Микола Грабовський, Ірена Грудзинська-Гросс, Ришард Козіолек (голова), Рафал Маршалек, Станіслав Обірек, Марія Анна Потоцька, Марія Змарж-Кочанович.
- 2014 — Марек Бейлін, Петро Братковський, Микола Грабовський, Ірена Грудзинська-Гросс, Ришард Козіолек, Рафал Маршалек, Тадеуш Ничек (голова), Станіслав Обірек, Марія Попрєцка.
- 2013 — Марек Бейлін, Перемислав Чаплінський, Ян Гондович, Миколай Грабовський, Інга Івасюв, Ришард Козіолек, Тадеуш Ничек (голова), Марія Попжецка, Джоанна Токарська-Бакір.
- 2012 — Марек Бейлін, Перемислав Чаплінський, Ян Гондович, Інґа Івасюв, Ришард Козіолек, Тадеуш Ничек (голова), Адам Поморський, Марія Попженка, Івона Смолка.
- 2011 — Едвард Бальцежан, Гражина Борковська (голова), Перемислав Чаплінський, Томаш Фялковський, Ян Гондович, Інга Івасюв, Адам Поморський, Івона Смолка, Йоанна Токарська-Бакір.
- 2010 — Едвард Бальцежан, Гражина Борковська (голова), Тадеуш Брадецький, Кінга Дунін, Томаш Фялковський, Марцін Круль, Адам Поморський, Івона Смолка, Йоанна Токарська-Бакір.
- 2009 — Едвард Бальцежан, Тадеуш Бартош, Гражина Борковська (голова), Тадеуш Брадецький, Кінга Дунін, Томаш Фіялковський, Марцін Круль, Даріуш Новацький, Марта Вика.
- 2008 — Тадеуш Бартош, Тадеуш Брадецький, Тадеуш Древновський, Кінга Дунін, Марцін Круль, Даріуш Новацький, Маріан Стала, Малгожата Шпаковська (голова), Марта Вика.
- 2007 — Тадеуш Бартош, Генрік Береза, Ізабелла Цивінська, Тадеуш Древновський, Даріуш Новацький, Маріан Стала, Малгожата Шпаковська (голова), Марта Вика, Марек Залеський.
- 2006 — Генрік Береза, Ізабелла Цивінська, Тадеуш Древновський, Анджей Маковецький, Маріан Стала, Тадеуш Соболевський, Малгожата Шпаковська (голова), Пйотр Вержбіцький, Марек Залеський.
- 2005 — Генрік Береза, Лідія Бурська, Ізабелла Цивінська, Анджей Франашек, Анджей Маковецький, Вацлав Осайця, Тадеуш Соболевський, Пйотр Вержбіцький, Марек Залеський.
- 2004 — Лідія Бурська, Анджей Франашек, Марія Яніон, Казімєж Куц, Анджей Маковецький, Вацлав Осайца, Франсуа Россе, Тадеуш Соболевський, Пйотр Вержбіцкі.
- 2003 — Станіслав Береш, Лідія Бурська, Стефан Хвін, Марія Яніон, Єжи Ярембський, Казімєж Куц, Вацлав Озайца, Франсуа Россе, Йоанна Щепковська.
- 2002 — Станіслав Береш, Йоланта Брах-Чайна, Пйотр Братковський, Стефан Хвін, Марія Яніон, Єжи Ярембський, Казімєж Куц, Станіслав Мусіал, Франсуа Россе.
- 2001 — Ервін Аксер, Станіслав Берес, Йоланта Брах-Чайна, Пйотр Братковський, Стефан Хвін, Перемислав Чаплінський, Марія Яніон, Єжи Ярембський, Станіслав Мусял.
- 2000 — Ервін Аксер, Станіслав Береш, Ян Блонський, Йоланта Брах-Чайна, Пйотр Братковський, Стефан Хвін, Перемислав Чаплінський, Марія Яніон, Станіслав Мусял, Генріх Самсоновіч,
- 1999 — Станіслав Береш, Ян Блонський, Пйотр Братковський, Стефан Хвін, Перемислав Чаплінський, Марія Яніон, Генрік Самсонович
- 1998 та 1997 рр. — Станіслав Береш, Ян Блонський, Пйотр Братковський, Стефан Хвін, Перемислав Чаплінський, Марія Яніон, Ришард Капусцінський, Генрік Самсоновіч, Юзеф Тішнер.